# Ковика-Алієв Сергій Якович
Алієв-Ковика Сергій Якович (нар. 29 жовтня 1956, с. Бабайківка, Приорілля, Царичанський район, Дніпропетровська область СРСР) — лауреат обласної літературно-художньої премії ім. В. Підмогильного (2006).

## Біографія
Алієв-Ковика Сергій Якович
Народився 29 жовтня 1956 року в селі Бабайківка, Дніпропетровська область. У четвертомі класі почав малювати в ізостудії Палацу піонерів у свого першого вчителя Юрія Михайловича Клочка.
Після служби у війську вчився в студії Григорія Чернети. А ще довгі розмови, суперечки про мистецтво, культуру, світогляд...
В 1983 поступив в МПІ (Московський поліграфічний інститут). Пощастило вчитись у майстерні Мая Мітурича. Світ книги, білий аркуш паперу, гравюра... М. Мітурич Народний художник СРСР, академік) ніс традицію батька, Петра Мітурича та Володимира Фаворського (відомий художник-графік, Народний художник СРСР, академік). І, звичайно ж, Москва - це музеї та виставки... В спільних походах по музейних залах зблизився з Віктором Яковичем Соловйовим.
Знайомство з Володимиром Лободою в Москві – одне з найбільших вражень. Шалена енергія, впевненість, відданість своїй справі і, головне, – Дух мистецтва.
У 1989 році повернувся до Дніпропетровська. Почалася праця в самвидавчому часописі «Пороги», де редактором та натхненником був Іван Сокульський (український поет, дисидент, член Гельсінської правозахисної групи). Робота і дружба з Іваном – чистим, відвертим, справжнім – це незабутнє. Лідія Яценко – спілкування, праця в редакції «Порогів», кілька років життя в її дивному будинку на Гагаріна – ще одне зіткнення з високим духом, з енергією творчості та любові.
Мої друзі-художники і мої вчителі: Володимир Бублик, Анатолій Сологуб, Олександр Нем’ятий. Всі, кого я згадав, справили великий вплив на мене як на людину і художника. Я їм безмежно вдячний.
Витинанкою почав займатися в Москві, під час навчання. Хоча згадую її з дитинства: були «фіранки» різані у нас і ще якісь прикраси, на підвіконні…
Перша робота була на замовлення Віктора Соловйова для  «Музею іграшки народів СРСР» у м.Загорськ (тепер Богородицьк), до виставки «рос. Народная игрушка Народов СССР». Це була велика витинанка і запрошення теж в техніці витинання. З того часу, не постійно, з перервами, звертаюся до цієї техніки.
На початку 90-х нарізав серію «Жінки. Птахи. Дерева». Частина цих робіт у вигляді панно висить на сходах музею «Літературне Придніпров’я» в Дніпрі.
Поряд з витинанням робив ляльки-мотанки разом з тоді ще малим сином. Різав з дерева дитячі іграшки теж для дитини. Тобто і витинання, і ляльки робилися здебільшого для себе. Техніки ці, вироби ці близькі між собою за духом, за призначенням — для оселі, дітей, тому і звертаюся до них час від часу, в теплоту рукотворення 
Не вряди-годи гучні мистецькі імена бадьорим розголосом про здобутки застують пильним очам - а що ж у тих здобутках цінного, не затертого і самобутнього? Продерешся поглядом крізь зірчану туманність популярного імені й, уражений, бачиш бравурний ерзац, за яким свята порожнеча. Коли ж крізь невідоме, а тому прозоре ім'я бачиш доробок справжнього митця, від серця відлягає - істинне мистецтво живе! З таким митцем у Січеславі кінця восьмидесятих зустрівся Іван Сокульський і відразу довірив йому, за виразом Лідії Яценко, "другий чин" щойно заснованого часопису: ...Творцем обличчя "Порогів" став без вагань і сумнівів художник Сергій Ковика-Алієв. Його роботи визначили неначе другий чин "Порогів" вдалим суголоссям концепції Івана Сокульського"... Гадаю, що визначальним у стрімкому зближенні Сокульського та Ковики була дивовижна спорідненість поглядів на природу речей, які становлять глибинну українотворчу сутність Степової України. Лаконічний, дещо суворий у своїх поезіях Іван Сокульський, який ніби на камені викарбовував знаки-строфи, і такий же небагатослівний в образотворчих просторових вимірах Ковика-Алієв, завжди заклопотаний пошуками форми, знаково адекватної українській духовності. Співпраця з Іваном Сокульським була одним із визначальних періодів у біографії художника, оскільки остаточно визначила духовно-моральний вектор руху життям. Проте суто мистецькі уподобання сформувалися ще під час навчання у Московському поліграфічному інституті в майстерні МаяМітурича - одного з останніх модерністів двадцятих років минулого століття. Уже в дипломній роботі (український календар та сім книжок "Українська народна пісня") Ковика-Алієв застосував гравюри та фотографіку на теми кам'яної скульптури Степу і цим окреслив для себе обриси майбутньої творчості. Початковою точкою концептуальної висхідної художник вважає раннє дитинство на Приоріллі, коли навколишній предметний світ сприймався як первісне і водночас відточене тисячоліттями осмислення народом доцільності та краси в побуті, відповідними доцільності та красі в природі. Але у свідомому віці на процес творчого становлення та світогляд вплинуло і не останню роль відіграло спілкування із дніпропетровцями - художником Володимиром Лободою, мистецтвознавцями Лідією Яценко та Віктором Соловйовим.
А ще залишки доісторичної кераміки, мушлі, акулячі зуби, кремени}; багато квітів; черепаха, кіт... Одним словом - цілісний простір, затишний, людяний, освітлений митцем. Скільки поколінь степовиків працювало задля нього, творило, раділо, гинуло у війнах та голодоморах, щоби ковилою міцного таланту підійнятися на приорільській землі. Генокод митця не дозволяв йому будувати гробниці Медичам, тому він після навчання в Москві в поліграфічному інституті не нагрів собі теплого гніздечка десь у столицях, а повернувся до своїх берегів, видавав разом з І. Сокульським та Лідією Яценко, Раїсою Лишою та Ю. Вівташем часопис «Пороги», а після-вирізав хрести і робив їх книжки... Хоча справа не з легких... Невдовзі буде два роки, як немає з нами відомого мистецтвознавця, поетки, співробітника Дніпропетровського художнього музею Л. Яценко, яка разом із Сергієм встигла укласти та видрукувати «Каталог Української Ікони». Вона одною з перших відчула його самобутність і «знакову пристрасть». їх спільні проекти "Стара Петриківка", "Кам'яні баби"залишились нездійсненими... Сергієм упорядкована до друку посмертна збірка поезій Лідії Яценко "Рокові свята", але Місто мовчить... Наприкінці січня в Художньому музеї відбудеться ювілейна виставка Сергія, яку він присвячує пам'яті Лідії Яценко.
Якось на роковини Тараса Шевченка Сергій виготовив листівочку "Мануйлівський дуб". Колишнє селище Мануйлівка - майже останній зелений острівець в межах міста на лівому березі Дніпра, до якого вже підступає руїна і спустошення. Ці завжди мальовничі місця, що з дитинства стали рідними, є сьогодні свіжим ковтком повітря для митця. На березі Дніпра він, споглядаючи за низкою весен та зим, вітаючи ранки й вечори, сльоту й спеку, дослухається до себе, до тиші... Він, як його «мануйлівський дуб», глибоко закорінений в рідне, шукає правду й істину, без якої, як казала одна столітня бабуся, "багато на землі горя".
Архаїчна форма, у яку закладено код вічності, тобто зміст природи, — основа філософії народного мистецтва. Якщо професійний художник сприйме цю філософію, то не зречеться її ніколи. Ковика належить до таких художників, і саме тому його концептуальне завдання — пошук знакових архетипів і втілення їх в адекватній формі, яка правдиво, повноцінно продовжила б життя випробуваної віками естетики пращурів у сучасному світі, де уявлення про доцільність та красу надто спотворене.
Втілення такого завдання вимагало визначеності у видах і техніках з максимальним збереженням первісних технологій. Графік-професіонал Ковика освоїв різьблення по дереву й каменю, техніку створення ганчір'яної ляльки, холодну ковку, витинанку, композицію з дроту. Освоєння відбувалося водночас із дослідженням народної естетики Приорілля з фотоапаратом та олівцем в руці, збиранням колекції продукту селянських ремесел — від кутого цвяха до дерев'яного і шкіряного сільськогосподарського реманенту. Знакову селянську форму треба було не тільки бачити, а й відчути на дотик і навіть на запах. Мабуть, саме такий синтетичний підхід до освоєння форми доволивКовиці створити унікальні за чистотою ліній, форм і кольору ганчір'яні ляльки, зручні для рук, теплі й абсолютно безпечні дитячі дерев'яні іграшки.
(В. Старченко «У пошуках знакової  форми» //Січеслав. – 2006. – №4(10).- с. 174-175)

### Персональні виставки
виставка фотографії  «Йдучи», музей «Літературне Придніпров’я», Дніпро, 2001
виставка гравюри та малюнку, Дніпропетровський художній музей, Дніпро, 2006
Виставка музейної афіші «Художник і музей» музей «Літературне Придніпров’я»,  Дніпро, 2008.
Виставка  живопису, Дніпропетровський художній музей, Дніпро, 2017
Виставка гравюри та малої пластики  ”Бестіарій”, галерея ”Дукат’’, Київ, 2017
Виставка  живопису «Пори року». Дніпропетровський художній музей, Дніпро, 2018
Виставка  живопису «Протистояння». «Музей сучасного українського мистецтва Корсаків». Луцьк, 2020 
Виставка ліногравюри, малюнку, живопису «Оголені», галерея «Артсвіт», Дніпро, 2021 
Виставка ліногравюри «Білим по чорному. Мінливості», Запоріжжя, 2021
Виставка "СПЕКА, СИРЕНА, КАВА".  Школа сучасного образотворчого мистецтва та дизайну ім. Вадима Сідура. Дніпро, 2023

## Нагороди
- Лауреат обласної літературно-художньої премії ім. В. Підмогильного (2006).

## ЗМІ
- Сергій Алієв-Ковика.Портал "ДніпроКультура"
- Сергій Алієв-Ковика - художник у програмі "Фреш" з Юлією Сиротою